# Iguanura
Iguanura ist eine Pflanzengattung innerhalb der Familie der Palmengewächse (Arecaceae). Die Arten sind kleine, fiederblättrige Palmen im Unterwuchs der Regenwälder in Südostasien.

## Beschreibung

### Erscheinungsbild
Iguanura-Arten sind kleine, einzel- oder mehrstämmige Palmen ohne oder mit aufrechtem Stamm. Sie sind unbewehrt. Der Stamm wird selten höher als 4 Meter, die Internodien sind kurz bis lang, die Blattnarben unauffällig. Manchmal werden Stelzwurzeln gebildet.

### Blätter
Die Blätter sind ungeteilt und fiederig gerippt, das Blattende kann eingekerbt sein; oder die Blätter sind regel- oder unregelmäßig gefiedert. Die Blätter vertrocknen am Stamm oder sie fallen mit einer glatten Narbe ab. Die Blattscheiden sind gegenüber dem Blattstiel gespalten. Sie bilden üblicherweise keinen Kronenschaft. Der Blattstiel kann fehlen. Wachsende Blattspreiten sind rötlich überlaufen. Die einzelnen Fiederblättchen sind einfach oder mehrfach gefaltet.

### Blütenstände
Iguanura-Arten sind einhäusig getrenntgeschlechtig (monözisch).
Der jeweils einzelne Blütenstand erscheint zwischen den Blättern, bei den Arten mit Kronenschaft unterhalb der Blätter. Er ist protandrisch und ährenförmig oder ein- bis zweifach verzweigt. Der Blütenstand erscheint lange vor der Blüte, ist zunächst aufrecht, später dann bogig bis hängend. Der Blütenstandsstiel ist sehr kurz bis sehr lang. Das Vorblatt ist zweikielig, röhrig, kurz und meist in der Blattscheide eingeschlossen. Das Hochblatt am Blütenstandsstiel sitzt etwas über dem Vorblatt und ist meist wesentlich größer als dieses. Die Blütenstandsachse ist deutlich kürzer als der Blütenstandsstiel und trägt meist weniger als 20 Seitenzweige. Diese sind kahl oder dicht behaart. Die Blüten stehen in schraubig an der Achse angeordneten Triaden, die meist in Gruben eingesenkt sind. Es gibt ein unteres Hochblatt, das die Unterlippe der Grube bildet, manchmal auch eine Oberlippe.

### Blüten
Die männlichen Blüten sind ungestielt, als Knospe kugelig und symmetrisch. Nach der Blüte bleibt beim Abfallen der Kelch meist zurück. Die drei Kelchblätter sind nicht verwachsen, einander überlappend, häutig und oft gekielt. Der Rand ist häufig gewimpert. Die drei Kronblätter sind valvat, doppelt so lang wie der Kelch und leicht haubenförmig. Die sechs Staubblätter haben schlanke, lange Staubfäden. Die Antheren sind latrors. Die Pollenkörner sind ellipsoidisch, asymmetrisch, manchmal birnen- oder rautenförmig. Die Keimöffnung ist ein distaler Sulcus. Die längste Pollenachse misst 27 bis 45 Mikrometer.
Die weiblichen Blüten sind in etwa kugelig, etwas größer als die männlichen. Die drei Kelchblätter sind nicht verwachsen, weit überlappend und abgerundet. Die drei Kronblätter sind nicht verwachsen, länger als der Kelch und breit überlappend. Die Spitzen sind klein und dreieckig. Es sind sechs kleine Staminodien vorhanden. Der Stempel ist einfächrig mit einer Samenanlage, meist leicht asymmetrisch und eiförmig. Die drei Narben sind groß, fleischig und zurückgebogen. Die Samenanlage steht halb-anatrop.

### Früchte
Die Früchte sind eiförmig, ellipsoidisch, zweilappig oder schmal spindelförmig, dabei gerade oder gekrümmt. Frisch sind sie glatt, trocken glatt oder gefurcht. Ihre Farbe kann grün, weiß, bräunlich oder pink bis knallrot sein. Die Narbenreste stehen basal, die Blütenhülle bleibt an der Frucht erhalten. Das Exokarp ist glatt und glänzend, das Mesokarp fleischig, das Endokarp deutlich entwickelt, holzig und glatt bis gefurcht.

### Chromosomensätze
Die Chromosomenzahl beträgt 2n = 32.

## Vorkommen
Die Gattung Iguanura kommt auf Sumatra, der Malaiischen Halbinsel einschließlich der Südspitze von Thailand, und auf Borneo vor. Iguanura wallichiana ist in Malaysia sehr weit verbreitet. Viele andere Arten sind auf ein kleines Gebiet beschränkt, besonders die Arten auf Borneo.
Alle Iguanura-Arten  wachsen im Unterwuchs von primären tropischen Regenwäldern, häufig wachsen sie in größeren Gruppen. Sie kommen von Meeresniveau bis in Höhenlagen von etwa 1200 Metern vor.

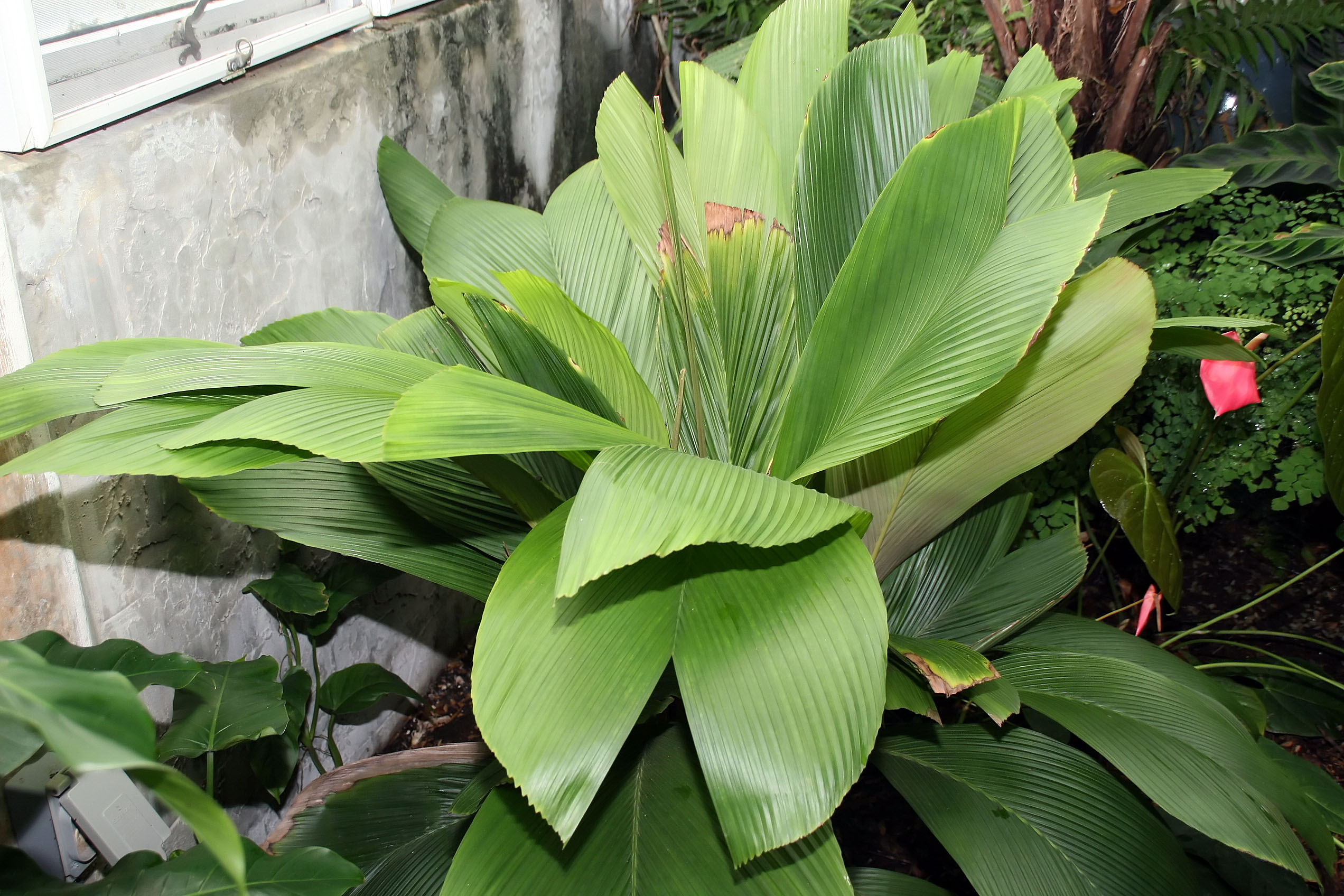
Iguanura wallichiana var. major

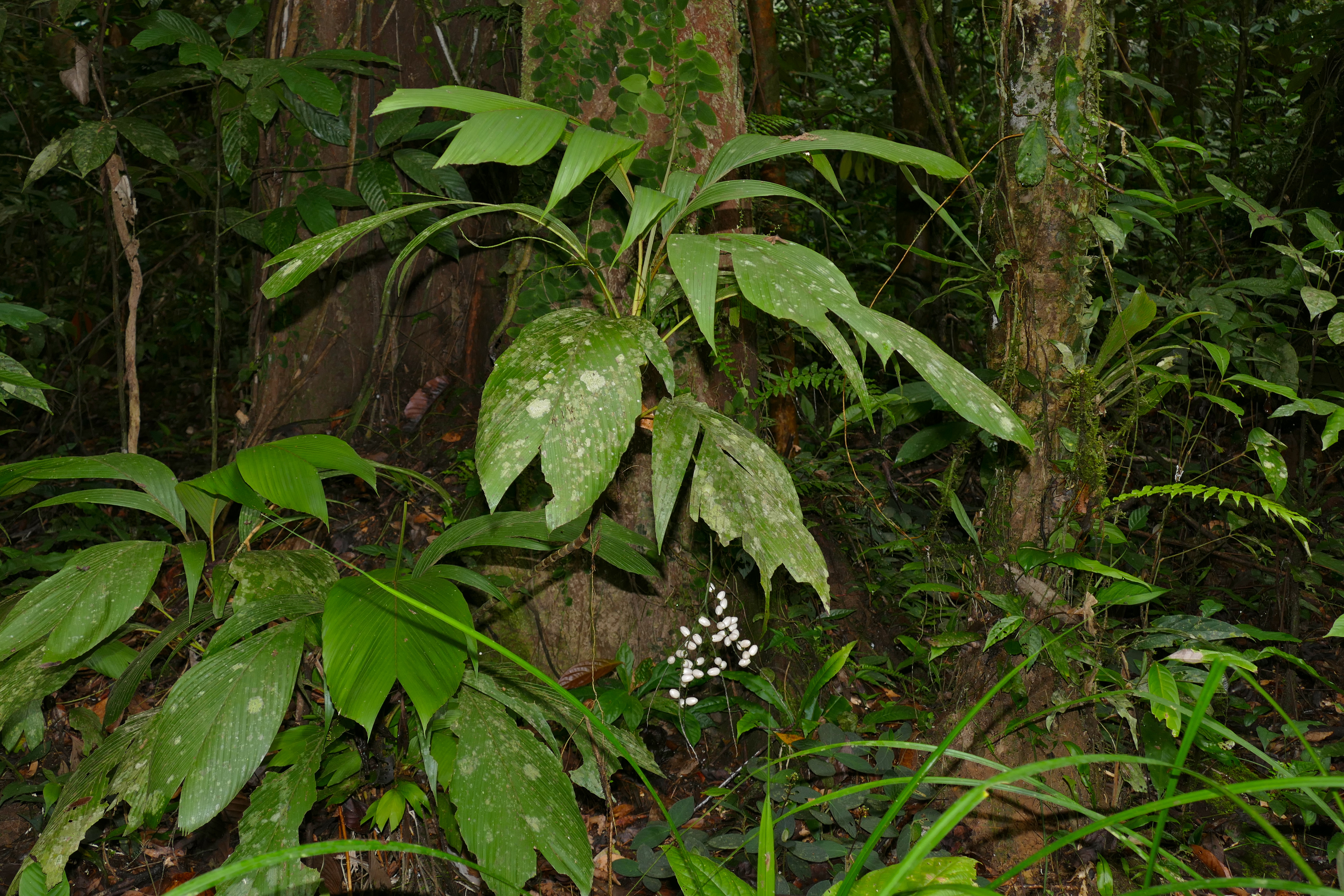
Iguanura melinauensis

## Systematik
Die Gattung Iguanura 1838 wurde durch Carl Ludwig Blume in Bulletin des Sciences Physiques et Naturelles en Néerlande Band 1, S. 66 aufgestellt. Die Typusart ist Iguanura leucocarpa Blume. Der Gattungsname Iguanura bedeutet Echsenschwanz und bezieht sich auf die schuppigen Blütenstandsachsen.
Die Gattung Iguanura gehört zur Tribus Areceae in der Unterfamilie Arecoideae innerhalb der Familie Arecaceae. Innerhalb dieser Tribus wird sie keiner Subtribus zugeordnet, ihre systematische Stellung ist noch unklar. Die Monophylie der Gattung wurde noch nicht untersucht.
Govaerts und Dransfield akzeptieren 2005 in der World Checklist of Palms folgende Arten:
- Iguanura ambigua Becc.: Borneo.[1]
- Iguanura asli C.K.Lim: Malaysia.[1]
- Iguanura belumensis  : Malaysia.[1]
- Iguanura bicornis Becc.: Thailand und Malaysia.[1]
- Iguanura borneensis Scheff.: Borneo.[1]
- Iguanura cemurung C.K.Lim: Malaysia.[1]
- Iguanura chaiana Kiew: Borneo.[1]
- Iguanura corniculata Becc.: Malaysia.[1]
- Iguanura curvata Kiew: Borneo.[1]
- Iguanura diffusa Becc.: Malaysia.[1]
- Iguanura divergens Hodel: Thailand.[1]
- Iguanura elegans Becc.: Borneo.[1]
- Iguanura geonomiformis Mart.: Thailand und Malaysia.[1]
- Iguanura humilis (Kiew) C.K.Lim: Malaysia.[1]
- Iguanura kelantanensis C.K.Lim: Malaysia.[1]
- Iguanura leucocarpa Blume: Sumatra.[1]
- Iguanura macrostachya Becc.: Borneo.[1]
- Iguanura melinauensis Kiew: Borneo.[1]
- Iguanura minor Kiew: Borneo.[1]
- Iguanura mirabilis C.K.Lim: Malaysia.[1]
- Iguanura myochodoides Kiew: Borneo.[1]
- Iguanura namsabiensis A.J.Hend., M.M.Aung & K.Armstr.: Myanmar.[1]
- Iguanura palmuncula Becc.: Es gibt etwa zwei Varietäten in Borneo.[1]
- Iguanura parvula Becc.: Malaysia.[1]
- Iguanura perdana C.K.Lim: Malaysia.[1]
- Iguanura piahensis C.K.Lim: Malaysia.[1]
- Iguanura polymorpha Becc.: Thailand und Malaysia.[1]
- Iguanura prolifera Kiew: Borneo.[1]
- Iguanura remotiflora H.Wendl.: Borneo.[1]
- Iguanura sanderiana Ridl.: Borneo.[1]
- Iguanura speciosa Hodel: Thailand und Malaysia.[1]
- Iguanura tenuis Hodel: Es gibt etwa zwei Varietäten in Thailand.[1]
- Iguanura thalangensis C.K.Lim: Thailand.[1]
- Iguanura wallichiana (Mart.) Benth. & Hook. f. ex Becc.: Es gibt etwa drei Varietäten kommen in Thailand, Malaysia und Sumatra.[1]

## Nutzung
Die Arten unterliegen keiner spezifischen Nutzung. Die Blätter werden selten zum Decken von Unterständen verwendet. Wurzeln und Früchte sollen einer Arbeit zufolge eine kontrazeptive Wirkung besitzen.